# Porcellio bolivari
Porcellio bolivari är en kräftdjursart som beskrevs av Dollfus1892. Porcellio bolivari ingår i släktet Porcellio och familjen Porcellionidae. Inga underarter finns listade i Catalogue of Life.